# Andraž Pograjc
Andraž Pograjc, né le 26 septembre 1991 à Trbovlje, est un sauteur à ski slovène.

## Biographie
Andraž Pograjc grandit non loin du village de Kisovec, entraîné au saut à ski par son père Zvone. Il est un ami d'enfance de l'ancien sauteur à ski devenu cycliste Primož Roglič.
Membre du club SK Zagorje, il prend part à ses premières épreuves officielles junior en 2004 et de la Coupe FIS en 2006, où il monte directement sur le podium lors des deux concours disputés à Ljubno. Il concourt à son premier championnat du monde junior en 2009, sans briller. En octobre 2009, il remporte son premier concours international sur la manche de la Coupe OPA à Oberstdorf.
Pograjc émerge au niveau international lors de la saison 2012-2013, obtenant ses premiers résultats dans le top dix en Coupe continentale, incluant même une victoire à Brotterode.
Il fait ses débuts en Coupe du monde en mars 2013 à Lahti (30e place, qui lui attribue un point pour le classement général), mois durant lequel il gagne une épreuve par équipes à Planica avec Jurij Tepeš, Peter Prevc et Robert Kranjec, site où il est dix-septième en individuel.
Après une victoire à la Coupe continentale estivale à Kuopio en 2015, il prend de nouveau part aux compétitions de la Coupe du monde en 2015-2016, sans parvenir à rentrer dans le top trente.
Il annonce sa retraite sportive en 2019.

## Palmarès

### Championnats du monde junior
| Épreuve / Édition | Strbske Pleso 2009 | Otepää 2011 |
| Individuel        | 31e                | 49e         |
| Par équipes       | 5e                 | 5e          |

### Coupe du monde
- Meilleur classement général : 57e en 2013.
- 1' podium par équipes, dont 1 victoire.
- Meilleur résultat individuel : 17e.

#### Différents classements en Coupe du monde
| Année     | Classement général final |
| 2012-2013 | 57e                      |

### Coupe continentale
- 6e du classement général en 2015.
- 6 podiums, dont 2 victoires.